# Сладкий и гадкий
«Сладкий и гадкий» (англ. Sweet and Lowdown) — кинофильм режиссёра Вуди Аллена 1999 года, повествующий о жизни гитариста-виртуоза Эммета Рэя.

## Сюжет
Эммет Рэй (Шон Пенн) — выдающийся американский гитарист 30-х годов, чьё творчество оказало большое влияние на развитие джаза. Сам Рэй без стеснений объявляет себя величайшим гитаристом в мире, правда, всякий раз оговариваясь: «после одного цыгана», имея в виду Джанго Рейнхардта. В Европе он бывал на выступлениях последнего, где даже падал в обморок, упоённый игрой своего кумира, и всякий раз истерически рыдал. Эммет ведет бродячую жизнь, выступая в барах и на вечеринках по всему Восточному побережью. Он изысканный гитарист, и в своём искусстве ему, пожалуй, нет равных, но в обыденной жизни это чёрствый эгоист и хвастун, для которого, по словам его супруги, существуют только он сам и его гитара.

## В ролях
- Шон Пенн — Эммет Рэй
- Саманта Мортон — Хэтти
- Ума Турман — Бланш
- Вуди Аллен — в роли самого себя
- Кэти Хэмилл — Мэри
- Джон Уотерс — мистер Хэйнс
- Винсент Гуастаферро — Сид Бишоп
- Энтони Лапалья — Эл Торрио
- Гретхен Мол — Элли
- Брэд Гарретт — Джо Бедлоу

## Факты о фильме
- Вуди Аллен написал сценарий фильма «Сладкий и гадкий» ещё в 1970 году (тогда он назывался «Джазовый малыш»), но боссы студии настояли на ещё одной комедии, и Аллену пришлось отложить работу над историей о вымышленном джазовом гитаристе и заняться созданием фильма «Бананы». На протяжении почти 30 лет Аллен возвращался к идее снять этот фильм, и, наконец, осуществил свою задумку в 1999-м году с Шоном Пенном в главной роли. «Сладкий и гадкий» стал 29-м фильмом Аллена, тогда как изначально должен был быть вторым.
- Саманта Мортон, получившая номинацию на «Оскар» за лучшую женскую роль второго плана в этом фильме, на протяжении всей картины не произносит ни единого слова.

## Награды и номинации
- 2000 — две номинации на премию «Оскар»: лучшая мужская роль (Шон Пенн), лучшая женская роль второго плана (Саманта Мортон)
- 2000 — две номинации на премию «Золотой глобус»: лучшая мужская роль — комедия или мюзикл (Шон Пенн), лучшая женская роль второго плана (Саманта Мортон)
- 2000 — две номинации на премию «Спутник»: лучшая мужская роль — комедия или мюзикл (Шон Пенн), лучшая женская роль второго плана — комедия или мюзикл (Саманта Мортон)